# NGC 2264
NGC 2264는 외뿔소자리 방향으로 약 2,600 광년 떨어진 천체로, 크리스마스 트리 성단과 전리수소영역인 원뿔 성운을 합쳐서 일컫는 말이다.

## 천체 목록
비록 NGC 2264는 신판일반목록 (NGC)에 하나의 천체로 등록되어 있지만, 사실상 2개의 천체로, 최근엔 적어도 그 외에도 3개의 기타 천체가 더 발견되었다. 흔히 NGC 2264를 떠올리면, 사람들은 산개 성단인 크리스마스 트리 성단이나 성운인 원뿔 성운을 언급한다. 크리스마스 트리 성단은 절대등급이 매우 높은 외뿔소자리 S (사진 위)으로 찾을 수 있다. 원뿔 성운은 전리수소영역으로, NGC 2264를 구성하는 큰 가스 구름의 일부다 (갤러리 두번째 사진 참고.). 허나 최근에, 스피쳐 우주망원경을 포함한 여러 관측으로, NGC 2264에 적어도 2개의 다른 천체가 발견됐는데, 그것이 바로 눈송이 성단, 눈송이 성운과 여우 모피 성운이다. 눈송이 성단은 NGC 2264의 중앙 좌측 부분에 위치하는데, 눈송이라는 이름은 이 성단이 밝히고 있는 눈송이 모양의 성운, 즉 눈송이 성운에서 유래한 것이다. 여우 모피 성운은 외뿔소자리 S 근처에 위치한 성운 구름으로, 이 성운 역시 원뿔 성운처럼 NGC 2264를 구성하는 큰 가스 구름의 일부다. 전체적으로, NGC 2264는 발광 성운으로, 원뿔 성운, 눈송이 성단, 크리스마스 트리 성단 자체를 탄생시킨 곳이기도 하다.

## 갤러리

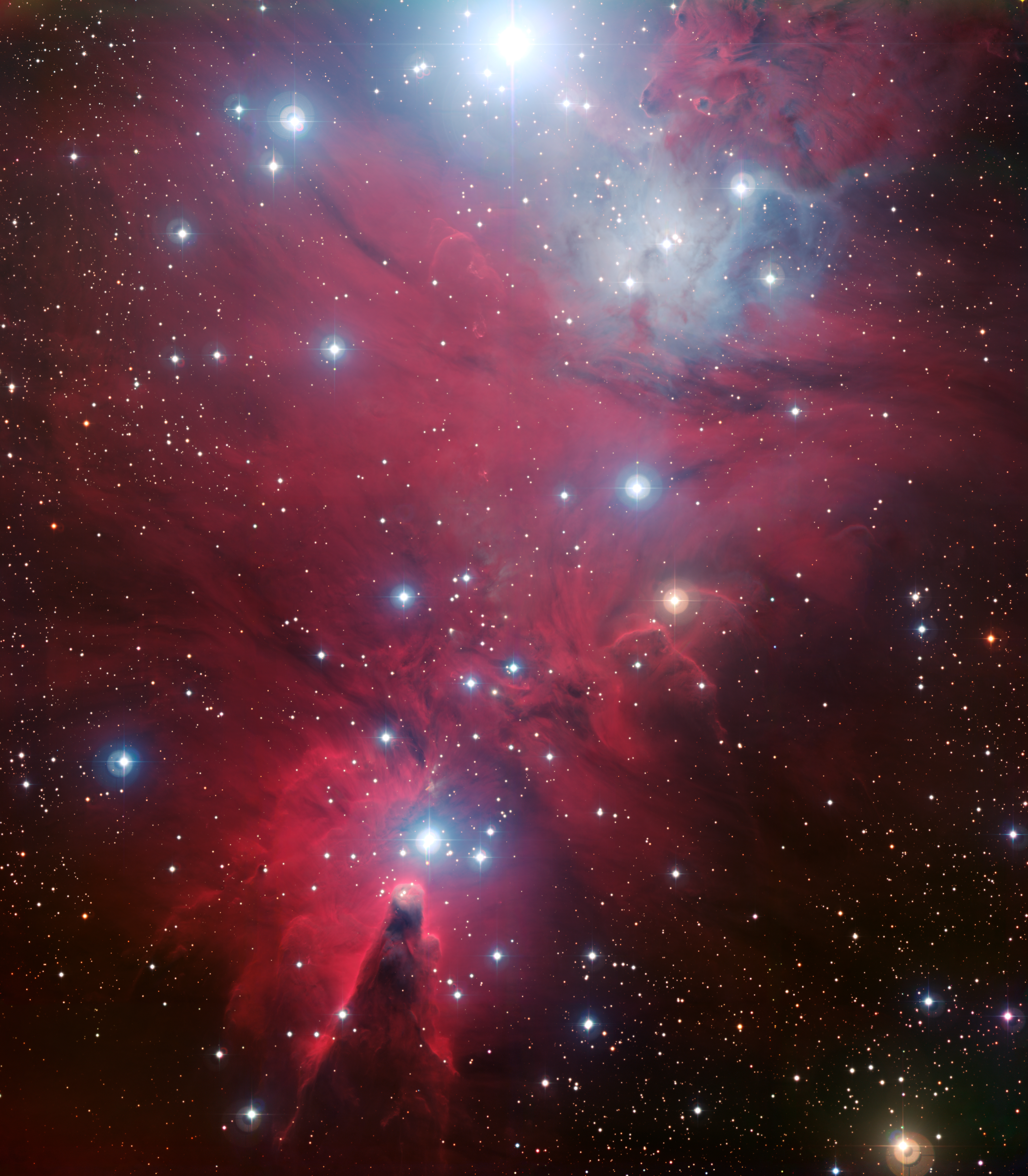
NGC 2264; 위쪽이 거꾸로 된 크리스마스 트리 성단 (위쪽에 밝은 별이 외뿔소자리 S), 위쪽 우측 부분이 여우 모피 성운, 아래쪽이 원뿔 성운, 눈송이 성운은 사진 중앙 (그러나 이 가시광선 사진에서는 잘 보이지 않는다).
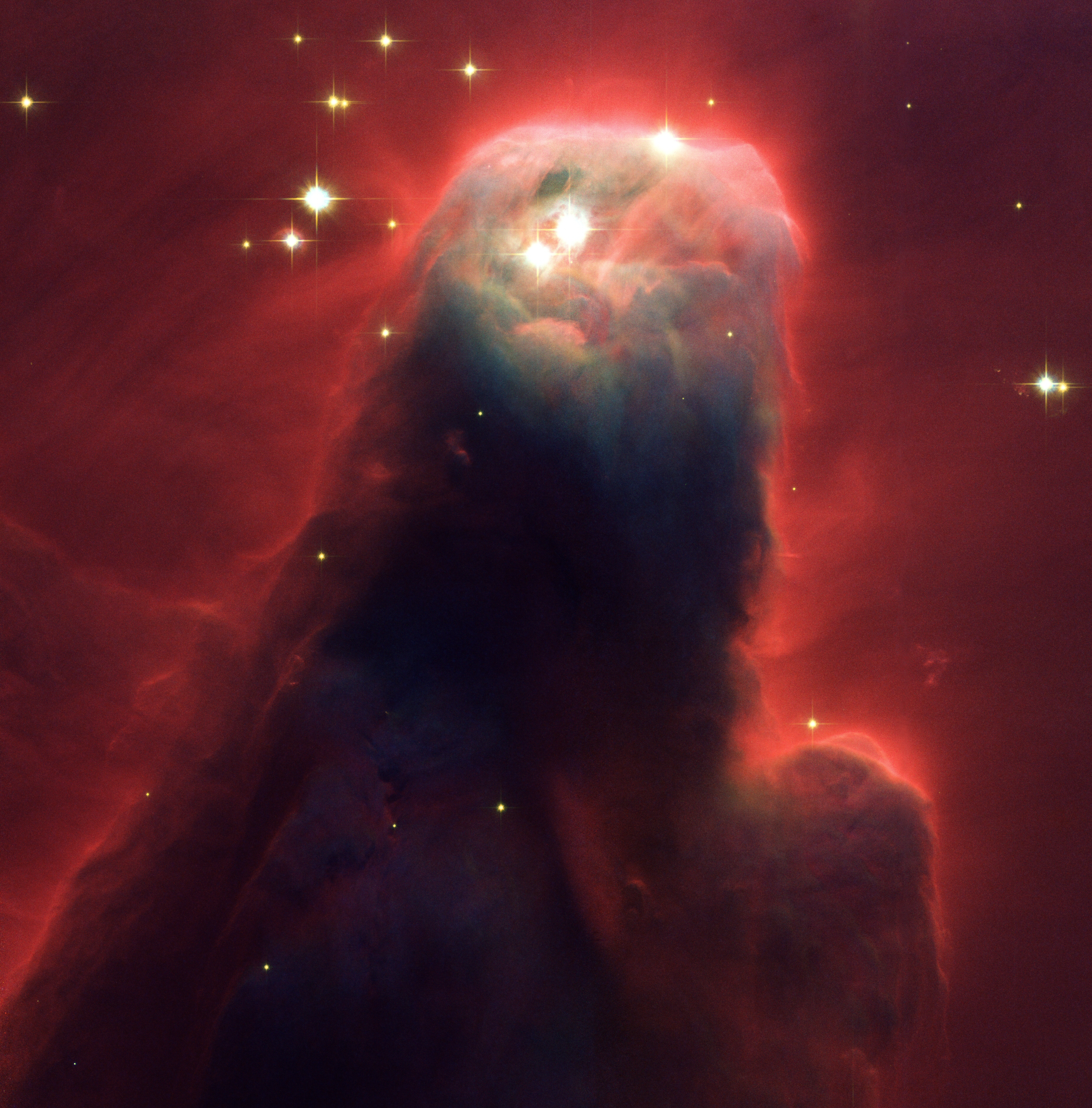
2002년 4월 2일에 허블 우주망원경으로 찍은 원뿔 성운. (NGC 2264 아래쪽 부분)
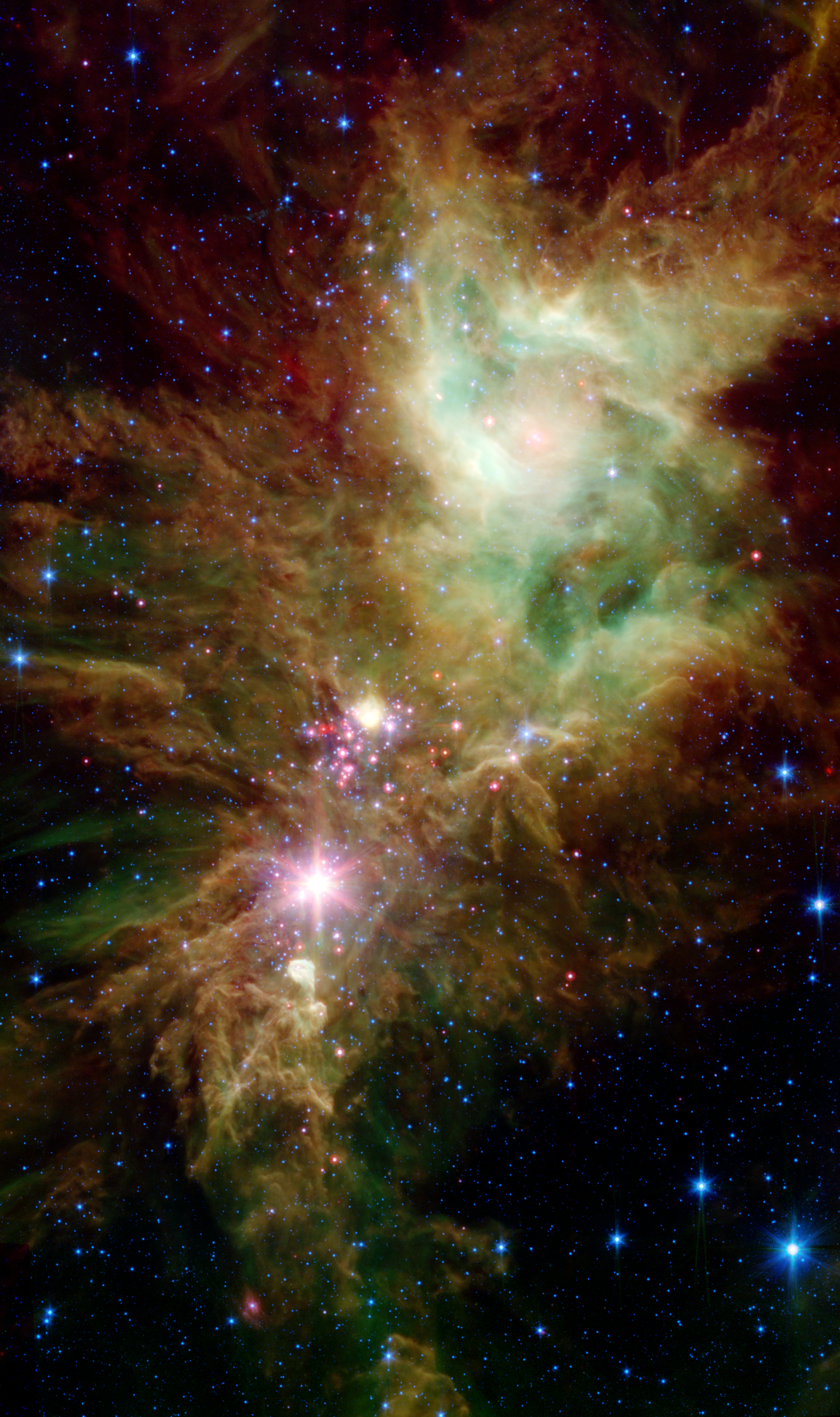
2008년 스피처 우주망원경으로 찍은 NGC 2264; 이 적외선 사진에서는 눈송이 성단과 성운 (사진 중앙과 중앙 좌측)이 더 뚜렷하게 보인다.
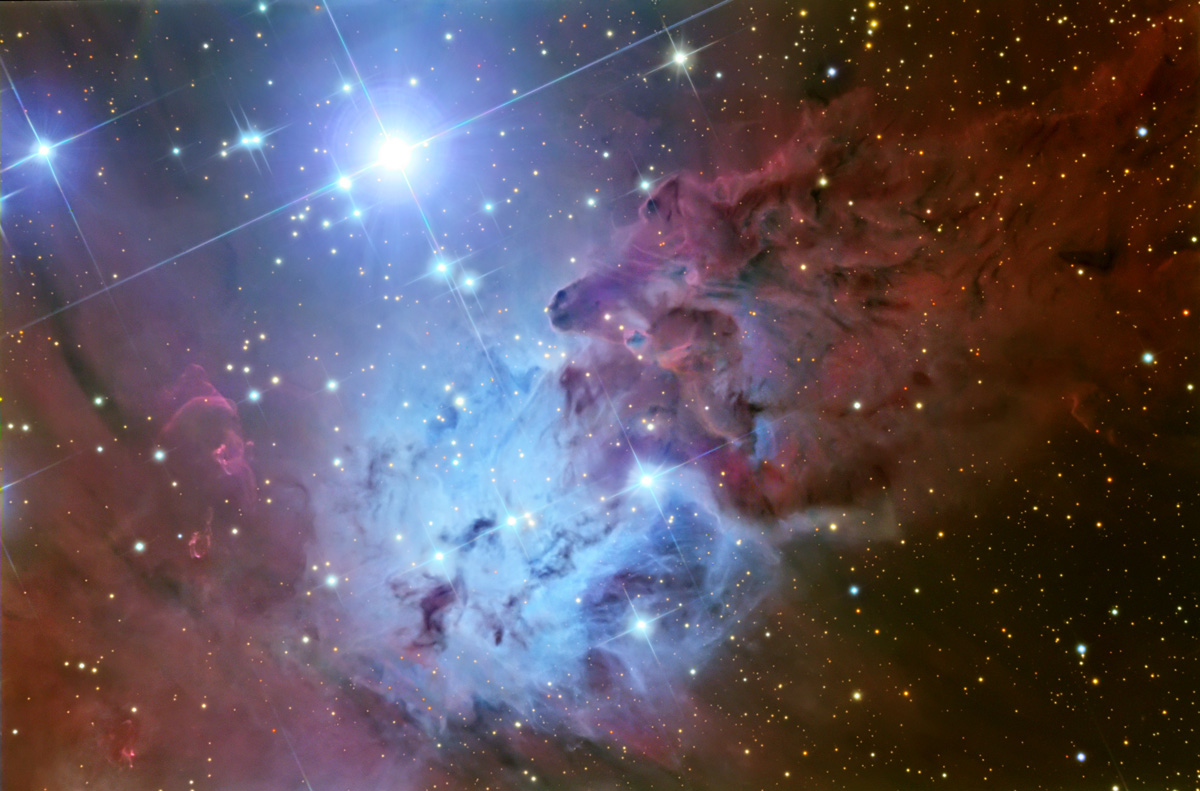
레몬산 망원경으로 찍은 여우 모피 성운. (외뿔소자리 S의 우측 아랫 부분)